# 로베르 1세 드 모 백작
로베르 1세(Robert I de Meaux, 본명은 로베르 드 베르망두아(Robert de Vermandois), 920년 - 966년/968년 8월 29일)는 카롤링거 왕가의 분가인 헤르베르터 왕가 출신으로, 946년부터는 모 백작, 샬롱(Châlons) 백작이었고, 956년부터는 트루아의 백작이었다. 클로도베르트(Chrodobert) 또는 클로도베르투스(Chrodobertus)로도 부른다.
아버지 헤르베르트 2세가 모반죄로 처형당한 뒤 모우 백작령을 상속했고, 950년 기셀베르트 드 샬롱의 딸 아델라이드 드 트루아와 결혼하여 956년 장인 기셀베르트 드 샬롱에게서 트루아를 상속받았다. 아버지쪽으로는 샤를마뉴의 7대 손이었지만 친증조부 피핀 2세는 서자였다. 외할아버지는 로베르 가문의 로베르 1세였고, 위그 카페와는 내외종 사촌형제간이 된다.

## 생애

### 출생과 가계
출생년도는 다소 불분명해 920년생 설, 915년생 설, 910년생 설 등이 있다. 940년 7월경에 작성된 그의 아버지 헤르베르트 관련 문서에 의하면 그는 아버지 헤르베르트 2세의 다섯번째 아들이라 한다.
로베르 1세는 카롤링거 왕가의 분가인 헤르베르터 왕가 출신으로, 피피노 카를로만의 4대손인 베르망두아 백작 헤르베르트 2세와 로베르 가문의 서프랑크 국왕 로베르 1세의 딸 아델라 드 로베르티엥(일명 리트가르트 Liégarde)의 아들이었다. 그러나 고조 베른하르트는 자신의 삼촌인 경건왕 루이의 상속령에 저항했다가 사로잡혀 장님이 된 뒤 그 후유증으로 죽었으며, 증조할아버지 피핀 2세는 베른하르트의 서자라서 왕위 계승권에서는 한참 멀어져 있었다.
어머니 아델라는 로베르 1세에게 고종사촌 누나가 되는데, 외할머니 베아트릭스는 로베르 1세의 친할아버지 베르망두아 백작 헤르베르트 1세의 딸로, 어머니 아델라는 자신의 친외삼촌과 결혼했던 것이다.

### 활동
외할아버지인 국왕 로베르 1세의 다른 딸 기셀라의 남편이 부르고뉴의 라울로 그는 로베르 드 베르망두아의 이모부가 된다. 940년 로베르는 아버지 헤르베르트 2세가 로베르티엥 가문의 편에 선데다가 단순왕 샤를 3세를 투옥시키고 이를 정치적으로 이용하려 했으므로, 아버지가 사형당할 때를 대비해 형제들과 영토를 분할했고, 943년 2월 23일 아버지 헤르베르트 2세가 모반죄로 투옥되었다가 처형당했을 때 피신했다가, 946년 형제들과 유산을 분할하였다. 그는 모우 (Meaux) 백작령을 차지하였다. 이때 그의 형제들의 유산상속은 결정이 되지 않아 사촌이자 외삼촌인 위그 르 그랑이 개입하여 그의 지도하에 유산이 분배되었다.
950년 로베르는 부르고뉴 백작 겸 살롱 쉬르 손 백작, 트루아 백작 기셀베르트 드 샬롱(Giselbert de Chalon) 또는 길베르 드 살롱과 디종의 이르멘가르드(Ermengarde)의 딸 아델라이드 베라(Adélaïde Werra) 드 트루아와 결혼했는데, 이 결혼으로 그는 상파뉴 지방을 양도받았다. 956년 장인 기셀베르트 드 샬롱 또는 길베트 드 샬롱이 사망하면서 그는 트루아 백작령과 백작 작위도 물려받았다.
955년에는 카페 가문의 위그 르 그랑의 가신이 되었으며, 이때 그의 처형인 리우트가르트를 위그 르 그랑의 아들 부르군트의 오토와의 결혼을 주선시켰다. 959년 그는 갑자기 부르군트를 공격, 디종과 디종 주교령을 차지하고 디종 주교를 감금했다가 추방해버렸다. Richeri Historiarum에 의하면 이때 그는 디종 지역을 공격하기 전 주지사를 뇌물을 주고 매수했다 한다. Richeri Historiarum에 의하면 960년 로베르는 쾰른의 주교가 이끄는 2천 병사들의 공격을 받았다고 한다. 960년 서프랑크의 왕 로테르 3세와 독일의 오토 1세의 연합군이 쳐들어오자 결국 디종 지역을 반납해야 했다.
966년 8월 29일에 상파뉴 혹은 아키텐에서 사망했는데, 967년 사망설, 968년 사망설이 있다. 만느-에뜨-르와레(Maine-et-Loire)의 생뜨 오방(Saint-Aubin)에 매장되었다.

## 가족 관계
그는 950년 부르군트의 아델라이드(Adelais de Burgundy)와 결하였다. 장인인 부르군트 공작 길베르 드 샬롱은 트루아 외에도 부르고뉴, 오툉, 본느(Beaune) 등의 영지를 갖고 있었고 딸 아델라이드의 몫으로는 트루아가 상속되었다.
- 할아버지 : 헤르베르트 1세
- 아버지 : 헤르베르트 2세
- 어머니 : 아델라 드 서프랑크(Adele of Wsetfranks), 로베르 1세의 딸
  - 형 : 외드 베르망두아(Eudes de Vermandois, 915년 ~ 946년 6월 19일)
  - 형 : 아달베르트 1세(Adalbert I)
  - 누나 : 아델라 드 베르망두아(Adela de Vermandois)
  - 매부 : 아르눌프 1세(Arnulf I of Flanders), 플랑드르 백작
  - 형 : 헤르베르트 3세, 별칭은 장로(the old)
  - 여동생 : 리우트가르트(Luitgarde de Vermandois, 914년 - 978년 2월 9일)
  - 매부 : 윌리엄 1세 롱스워드(William I de Normandy), 그의 큰아버지 피핀 3세의 딸 발루아의 포파의 아들, 자녀 없음
  - 매부 : 블루아의 테오도발트 1세(Theobald I de Blois)
- 부인 : 아델라이드 드 트루아(Adélaïde Werra)
  - 아들 : 헤르베르트 4세(Herbert IV, 945년/950년경 - 995년/996년), 트루아, 모우 백작 겸 오모이 백작
  - 딸 : 아델라(Adele of Meaux, 950년경 - 974년/984년 3월 6일), 965년 앙주 백작 제프리 1세 회색드레스 공작(Geoffroy de GreyGown, 987년 사망)과 재혼
  - 사위 : 샬롱의 람베르트(Lambert de Chalon)
  - 사위 : 제프리 1세 회색드레스 공작(Geoffroy de GreyGown, 987년 7월 21일 사망), 재혼
    - 외손자 : 풀크 3세, 앙주 백작[2]

  - 딸 : 아델하이스(Adelhais of Meaux, 언니와 같은 이름, ? - 991년 사망), 하로렌 공작 샤를과 결혼[3]
    - 외손자 : 오토(1012년 사망), 하로렌 공작,
    - 외손자 : 외드(1012년 사망), 하로렌 공작, 대머리 카를 2세 계열의 마지막 남자 후손

  - 아들 : 아치볼드(Arcibaldo, 968년 8월 29일 사망), 상스 주교. 959년에 상스 주교에 임명되었지만 어린 나이인 968년 9월 29일에 사망하여 성 베드로 수도원에 묻혔다.
  - 아들 : 아르눌프(Arnulf, 940 ~ ?)
- 외할아버지 : 로베르 1세, 로베르티앙 가문
  - 이모 : 엠마
  - 이모부 : 라울, 대머리 카를 2세의 후처 리첼다의 친정조카
  - 외삼촌 : 위그 르 그랑, 위그 카페의 아버지
- 외종조부 : 외드, 서프랑크 국왕

- 장인 : 길베르 드 샬롱(Gilbert de Chalons, 890년경 - 956년)
- 장모 : 이르멘가르트( Ermengarde, 883년경 - 935년 이후)

## 같이 보기
- 외드
- 피피노 카를로만
- 로베르 1세
- 라울